# 영화 목록/ㅁ
| #  | ㄱ  | ㄴ | ㄷ | ㄹ | ㅁ | ㅂ |
| ㅅ | ㅇ  | ㅈ | ㅊ | ㅋ | ㅌ | ㅍ |
| ㅎ | A~Z |    |    |    |    |    |

다음은 'ㅁ'자로 시작하는 영화 목록이다.

## 마-먜
- 마녀 배달부 키키 (1988년)
- 마누라 죽이기 (1994년)
- 마다가스카 (2005년)
- 마다가스카 2 (2008년)
- 마다가스카 3: 이번엔 서커스다! (2012년)
- 마다가스카의 펭귄 (2014년)
- 마담 프루스트의 비밀정원 (2013년)
- 마당을 나온 암탉 (2011년)
- 마더 (2009년)
- 마루 밑 아리에티 (2010년)
- 마션 (2015년)
- 마스터 (2016년)
- 마이너리티 리포트 (2002년)
- 마이 웨이 (2011년)
- 마지막 황제 (1987년)
- 마틴 기어의 귀향 (1982년)
- 말아톤 (2005년)
- 말모이 (2018년)
- 말할 수 없는 비밀 (2007년)
- 매기스 플랜 (2015년)
- 매드 맥스 (1979년)
- 매드 맥스 2 (1981년)
- 매드 맥스 3 (1985년)
- 매드 맥스: 분노의 도로 (2015년)
- 매트릭스 (1999년)
- 매트릭스 2: 리로디드 (2003년)
- 매트릭스 3: 레볼루션 (2003년)
- 맨 오브 스틸 (2013년)
- 맨 인 블랙 (1997년)
- 맨 인 블랙 2 (2002년)
- 맨 인 블랙 3 (2012년)
- 맨 프롬 어스 (2007년)
- 맨 프롬 UNCLE (2015년)
- 맹크 (2020년)

## 머-몌
- 머니 몬스터 (2016년)
- 먹고 기도하고 사랑하라 (2010년)
- 명량 (2014년)
- 명장 (2007년)
- 메리다와 마법의 숲 (2012년)
- 메리와 맥스 (2009년)
- 메멘토 (2000년)
- 메이즈 러너 (2014년)
- 메이즈 러너: 스코치 트라이얼 (2015년)
- 메트로폴리스 (1927년)
- 명량 (2014년)
- 명탐정 코난: 11번째 스트라이커 (2012년)
- 명탐정 코난: 14번째 표적 (1998년)
- 명탐정 코난: 감벽의 관 (2007년)
- 명탐정 코난: 눈동자 속의 암살자 (2000년)
- 명탐정 코난: 미궁의 십자로 (2003년)
- 명탐정 코난: 베이커가의 망령 (2002년)
- 명탐정 코난: 세기말의 마술사 (1999년)
- 명탐정 코난: 수평선상의 음모 (2005년)
- 명탐정 코난: 순흑의 악몽 (2016년)
- 명탐정 코난: 시한장치의 마천루 (1997년)
- 명탐정 코난: 은빛 날개의 마술사 (2004년)
- 명탐정 코난: 이차원의 저격수 (2014년)
- 명탐정 코난: 전율의 악보 (2008년)
- 명탐정 코난: 절해의 탐정 (2013년)
- 명탐정 코난: 진홍의 연가 (2017년)
- 명탐정 코난: 천공의 난파선 (2010년)
- 명탐정 코난: 천국으로의 카운트다운 (2001년)
- 명탐정 코난: 칠흑의 추적자 (2009년)
- 명탐정 코난: 침묵의 15분 (2011년)
- 명탐정 코난: 탐정들의 진혼가 (2006년)
- 명탐정 코난: 화염의 해바라기 (2015년)

## 모-묘
- 모노노케 히메 (1997년)
- 모뉴먼츠 맨: 세기의 작전 (2014년)
- 모던 타임스 (1936년)
- 모두가 대통령의 사람들 (1976년)
- 모모와 다락방의 수상한 요괴들 (2011년)
- 모아나 (2017년)
- 몬스터 대학교 (2013년)
- 몬스터 주식회사 (2001년)
- 몬태나 (2017년)

## 무-뮤
- 무간도 (2002년)
- 무간도 II: 혼돈의 시대 (2003년)
- 무간도 III: 종극무간 (2003년)
- 무간도 IV: 문도 (2007년)
- 무간도 (2002년)
- 무간도 (2002년)
- 무뢰한 (2015년)
- 무서운 집 (2015년)
- 무민 더 무비 (2014년)
- 무협 (2011년)
- 문라이즈 킹덤 (2012년)
- 문라이트 (2016년)
- 물랑 루즈 (2001년)
- 물랭 루즈 (1993년)
- 뮬란 (1998년)
- 뮬란 (2020년)

## 므-미
- 미나리 (2020년)
- 미녀는 괴로워 (2006년)
- 미니언즈 (2015년)
- 미드나잇 인 파리 (2011년)
- 미드소마 (2019년)
- 미드웨이 (2019년)
- 미래를 걷는 소녀 (2008년)
- 미래의 미라이 (2018년)
- 미션 (1986년)
- 미션 임파서블 (1996년)
- 미션 임파서블 2 (2000년)
- 미션 임파서블 3 (2006년)
- 미션 임파서블: 고스트 프로토콜 (2011년)
- 미션 임파서블: 로그네이션 (2015년)
- 미션 임파서블: 폴아웃 (2018년)
- 미션 임파서블: 데드 레코닝 PART ONE (2023년)
- 미스 리틀 선샤인 (2006년)
- 미스터 주: 사라진 VIP (2019년)
- 미이라 (1932년)
- 미이라 (1959년)
- 미이라 (1999년)
- 미이라 (2017년)
- 미이라 2 (2001년)
- 미이라 3: 황제의 무덤 (2008년)
- 밀리언 달러 베이비 (2004년)
- 밀양 (2007년)
- 밀정 (2016년)
- 밈 전쟁: 개구리 페페 구하기 (2020년)